# Estadio Modelo Alberto Spencer
L'Estadio Modelo Alberto Spencer Herrera est un stade à multi-usages situé à Guayaquil en Équateur, propriété de Fedeguayas.
Il est très souvent utilisé pour accueillir des matchs de football, et a pour équipe résidente le Rocafuerte FC. Le stade a une capacité de 48 000 spectateurs. Il a été construit et inauguré en 1959.

## Histoire
Après le décès d'Alberto Spencer, la fédération équatorienne de football décide de changer le nom du stade, qui s'appelle désormais Estadio Modelo Alberto Spencer Herrera.

## Sources et liens externes
- (en) Cet article est partiellement ou en totalité issu de l’article de Wikipédia en anglais intitulé « Estadio Modelo Alberto Spencer Herrera » (voir la liste des auteurs).
- La page sur worldstadiums.com